# 高昉
高昉（1264年—1328年），元朝大臣，字显卿，大名府元城县（今河北省大名县东）人，元仁宗时中书右丞。
元成宗大德年间，官至潭州路总管，入朝担任中政院同知。元武宗至大元年（1308年）担任中书省参知政事，至大二年（1309年）出任江浙行省参知政事，后来升任江浙行省左丞。元仁宗延祐元年（1314年）入朝为中书参知政事，改为集贤殿学士，后来出任江南行台侍御史。延祐三年（1316年），再次入朝为中书参知政事，历任中书左丞、中书右丞。元英宗时，因不愿意依附铁木迭儿，铁木迭儿多次参奏他失职想要杀了他，因为拜住保护得免，最后罢职。泰定元年（1324年）历任湖广行省平章政事、江浙行省平章政事，天历元年（1328年）元文宗即位，召他入朝，在路上去世，谥号文贞。

## 延伸阅读
[在维基数据编辑]
 《新元史/卷201》，出自柯劭忞《新元史》